# Cala Brogit
Cala Brogit és una petita cala de la localitat calvianera d'Illetes, entre la Punta de la Grava i les illetes, que és apte pel bany.
Està profundament antropitzada, envoltada d'hotels i edificis d'apartaments que impedeixen la connexió amb el Passeig d'Illetes, motiu pel quel l'accés només és possible resseguint la vorera de mar de la platja d'Illetes o del mirador d'Illetes, una distància força llarga que fa que sobretot hi hagi clients de l'hotel, esdevenint, a la pràctica, una cala privada.